# Dune 2000
Dune 2000 je vylepšená verze hry Dune II, vydanou společností Virgin/EA pod hlavičkou firmy Westwood Studios. Byla vydána v roce 1998 a technologická stránka hry odpovídala tehdejší úrovni. Grafika má nyní vyšší rozlišení a má více barev (16 bitů), hudba má vyšší kvalitu, atd. Ovládaní překonalo největší vývoj a je velmi podobné hře Red Alert. Ačkoliv základní smysl hry zůstal stejný, tedy natěž, vyrob, braň a útoč, hráči nyní mohli ovládat více jednotek naráz. Úrovně jsou úplně nové. Hra částečně sleduje příběh z Dune II, ale příběh je vyprávěn pomocí videosekvencí. Hráč si může zvolit mezi hodnými Atreidy, zlými Harkonneny a tajemným rodem Ordosů. Mezi herci je nejznámější atreidský mentat Noree Moneo, kterého si zahrál John Rhys-Davies. Hlavním důvodem na vydání Dune 2000 je zřejmě nově přidaná možnost multiplayeru. Tato hra je široce dostupná. Verze pro Sony PlayStation byla vydaná v roce 1999.